# 황혼과 화혼

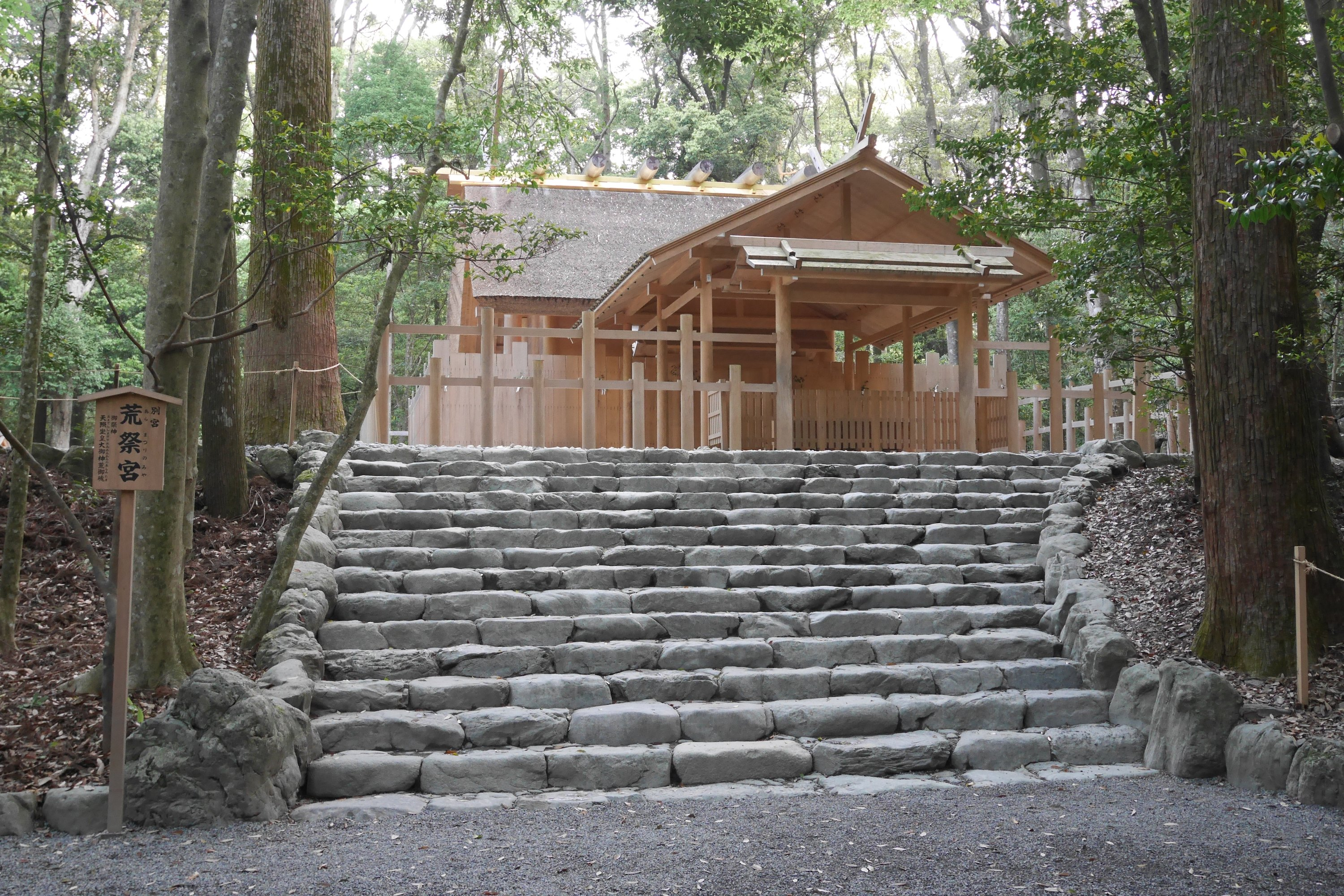
이세신궁의 아라마츠리궁은 아마테라스 오미카미의 황혼을 모신 곳이다.

황혼(일본어: 荒魂 아라타마[*])과 화혼(일본어: 和魂 니키타마[*])는 신토의 개념으로서, 카미(신)의 영혼에 두 가지 측면이 있다는 것이다. 높여 부를 때는 황어혼(일본어: 荒御魂 아라미타마[*]), 화어혼(일본어: 和御魂 니키미타마[*])라고도 한다.
황혼은 신의 거친 측면, 날뛰는 혼(일본어: 荒ぶる魂 아라부루타마[*])이다. 용맹과단, 의협강인 등의 작용을 한다고 여겨지는 한편, 사람에게 피해를 끼칠 수도 있다. 예컨대 스진 천황 때 오모노누시노 카미의 황혼이 재앙을 일으켜 많은 사람이 역병으로 죽었다고 한다. 한편, 화혼은 신의 따스하고 평화로운 측면으로서, 인애, 겸손 등의 작용을 맡는다고 여겨진다.
황혼과 화혼은 같은 신이라도 다른 신으로 보일 정도로 강한 개성의 표현이다. 실제로 두 모드에 별개의 신명이 부여되기도 하며, 신사에 따로 모셔지기도 한다. 신토에서 신에게 공물을 바치고 의식과 제사를 집행해온 것은 황혼과 화혼의 조화를 지탱하기 위한 것이다. 황혼이 파괴적인 측면이라고 해서 무조건 부정적인 것이 아니고, 그 거칠음으로써 새로운 것을 낳는 에너지를 내포하고 있다. 그래서 신혼(新魂)도 독법은 아라타마라고 읽는다.
화혼은 다시 행혼(일본어: 幸魂 사키타마[*])과 기혼(일본어: 奇魂 쿠시타마[*])으로 나뉜다. 행혼은 운에 따라 사람에게 행운을 주는 작용, 수확을 가져오는 작용이다. 기혼은 기적에 의해 직접 사람에게 행복을 베풀어주는 작용이며, 지식재략, 학문, 기술을 표상한다. 행혼을 상징하는 글자는 풍년 풍(豊), 기혼을 상징하는 글자는 빗 즐(櫛)이다. 신사 이름에 이 글자들이 들어가 있으면 신의 어떤 측면을 모시는 신사인지 알 수 있다.
막말 시대에 혼다 치카아츠가 사람의 영혼은 하늘과 통하는 일령(一霊)과 그 주변에 붙은 사혼(황혼, 화혼, 행혼, 기혼)으로 이루어져 있다는 일령사혼설이 제창했다. 그러나 일령사혼설은 메이지시대 이전의 문헌에는 일절 등장하지 않는 것이라 전통 신토의 영혼관은 아니다.